# The Regenerator
The Regenerator is een kunstvoorwerp in Amsterdam-Zuid.
Het kunstvoorwerp is van de hand van Marina Abramović en ligt op de noordoostelijke zijde van de kruising tussen Beethovenstraat en Gerrit van der Veenstraat. Het voorwerp ziet eruit als een enorme koperen damschijf. Deze damschijf is verdeeld in segmenten, waarbij in ieder segment een ander mineraal is verwerkt. Het geheel wilde de kunstenares zien als een zitplaats, door het dan ontstane contact zou het mineraal inwerken op de gevoelens van de bankzitter. Er is (voor wie er in gelooft) agaat (verdrijven van angsten), rhodoniet (kalmering, waardigheid), labradoriet (nieuwe energie), roze kwarts (emotionele verwarming en kalmering), rode jaspis (seksualiteit), gele jaspis (hormonenhuishouding) en tijgeroog (geeft elektromagnetische energie) te vinden. Centraal thema daarbij is tot rust komen. Inspiratie haalde ze deels uit de reizen die ze maakte, waaronder één naar de Chinese Muur. Ze werd zich ervan bewust dat ze bij elke grond waarop ze reisde een andere gemoedstoestand met zich meebracht. In de onmiddellijke nabijheid is in het trottoir een gebruiksaanwijzing geplaatst in hetzelfde materiaal: "Zit op een van de mineralen, regenereer, voor een onbepaalde tijd". Op de zijkant van de schijf staat twee keer de tekst Regeneration (in 2017 nauwelijks te zien).
Het “beeld” is gelegen op een druk kruispunt in Amsterdam-Zuid, waarbij trams voorbijrijden. Bovendien wordt het pleintje regelmatig gebruikt als verblijfplaats van leerlingen van de nabijgelegen school. De koperen plaat lag eerst in een open ruimte, in 2017 ligt de steen afgeschermd door een zitbank, waarop staande de houten letters BE.